# Тиберий Семпроний Гракх (консул 215 года до н. э.)
Тиберий Семпроний Гракх (лат. Tiberius Sempronius Gracchus; умер в 212 году до н. э.) — римский политический деятель и военачальник, консул 215 и 213 годов до н. э. Принимал участие во Второй Пунической войне и погиб в одной из стычек с карфагенянами.

## Биография
Тиберий Семпроний принадлежал к плебейскому роду Семпрониев, впервые упоминающемуся в консульских фастах под 304 годом до н. э. Первым известным из источников носителем когномена Гракх был отец Тиберия Семпрония, консул 238 года до н. э. того же имени.
В 216 году до н. э. Тиберий Семпроний был курульным эдилом. После разгрома римской армии при Каннах, когда Марка Юния Перу назначили диктатором, Тиберий Семпроний стал начальником конницы. Время этой диктатуры не связано с какими-либо успехами, напротив: возглавляя армию в отсутствие Перы, отправившегося в Рим ради ауспиций, Гракх не смог помешать Ганнибалу добиться капитуляции города Казилин, так как диктатор запретил ему что-либо предпринимать.
Тем не менее Тиберий Семпроний был избран консулом на следующий год. Выбранный вместе с ним Луций Постумий Альбин погиб вместе со всем войском ещё до вступления в должность. На организованных Гракхом дополнительных выборах победил Марк Клавдий Марцелл, но сенат, не желавший консульства сразу двух плебеев, объявил эти выборы проведёнными неправильно и неугодными богам и настоял на избрании патриция Квинта Фабия.
Гракх в 215 году возглавил два легиона рабов-добровольцев и двадцать пять тысяч союзников. Во время этой кампании военные действия носили по большей части позиционный характер: римляне старались избегать больших сражений. Всё же Тиберий Семпроний смог малой кровью разбить союзных Карфагену капуанцев, неожиданно напав на них при Гамах. Потом он был осаждён Ганнибалом в Кумах, но выдержал осаду и даже предпринял удачную вылазку; Квинт Фабий не пришёл ему на помощь, так как задержался в Риме ради жертвоприношений, но Ганнибал всё же отступил. Остаток года Гракх старался сохранить позиции Рима в Кампании и Апулии. Его командование над двумя добровольческими легионами по окончании срока консульства было продлено.
В 214 году, защищая Беневент, Гракх разгромил на реке Калор 18-тысячную армию противника под командованием Ганнона, состоявшую главным образом из бруттиев и луканцев, после чего предоставил всем рабам в своей армии свободу. Он был вторично выбран консулом на 213 год. В этом качестве Гракх весь год действовал в Лукании, взяв там несколько незначительных городов, и получил продление командования по истечении консульского срока. В 212 году он получил приказ снова двинуться на помощь Беневенту, но погиб в стычке, прежде чем успел этот приказ выполнить.
Тит Ливий рассказывает о трёх версиях гибели Гракха:
- Тиберия Семпрония заманил в ловушку предатель — луканец Флав, который хотел таким образом снискать доверие у Ганнибала. Гракх с ликторами и турмой всадников отправился на встречу с вождями отпавших союзников, оказался окружён противником и погиб в бою, хотя его старались взять живым.
- На Гракха, купавшегося недалеко от лагеря, случайно наткнулись враги и убили безоружного, отбивавшегося одними камнями.
- Гракх по совету гаруспиков отошёл на полмили от лагеря, чтобы принести жертву, и здесь его окружили случайно оказавшиеся здесь две турмы нумидийской конницы.

Тело Гракха было либо отвезено Ганнибалу, либо осталось в руках римлян. И в том, и в другом случае его похоронили со всеми почестями.

## Семья
У Тиберия Семпрония Гракха был только один сын, носивший то же имя, ставший в 203 году авгуром и умерший в 174 году. Род продолжил брат Тиберия-старшего Публий, чьими внуками были знаменитые братья Гракхи.